# Guy Lutgen
Pour les articles homonymes, voir Lutgen.
Guy Lutgen, né à Noville le 19 avril 1936 et mort le 26 juillet 2020, est un homme politique belge, membre du Parti social chrétien.

## Biographie
Licencié en Philologie classique de l'Université catholique de Louvain et bachelier en Philosophie thomiste, Guy Lutgen enseigna d'abord le latin et l’histoire au Petit Séminaire de Bastogne jusqu’en 1977.
Il est bourgmestre de Bastogne de 1976 à 2000.
Il siège également comme sénateur de 1977 à 1995 pour l'arrondissement électoral d'Arlon-Marche-Bastogne. Il fut aussi secrétaire d'État pour la Modernisation et l'Informatisation des services publics (1985-1988) et ministre wallon de 1988 à 1999 (Agriculture et Environnement, avec en outre les portefeuilles de l'Énergie de mai 1988 à janvier 1989, du Logement de janvier 1989 à janvier 1992, et des Ressources naturelles de janvier 1992 à juillet 1999). 
Il est promu grand officier de l'Ordre de Léopold le 9 juin 1999. Le 18 septembre 2014, il a été élevé au rang d'officier du Mérite wallon.
Guy Lutgen est le père de Françoise, Jean-Pierre, Christine et Benoît Lutgen.